# Radiša Dragićević
Radiša Dragićević (Minićevo kod Knjaževca, 30. jul 1956) srpski je književnik.

## Biografija
Odrastao je u selu Manjinac, opština Knjaževac, u porodici zemljoradnika. Školovao se u Manjincu, Minićevu i Zaječaru. Od 1977. živi i radi u Boru.
Satiru objavljuje pod pseudonimom Rajko Micin.
Sarađivao u više časopisa: Baštinik, Bdenje, Beležnica, Zmaj, Koraci, Lipar, Most, Pomak, Putevi kulture, Razvitak, Riječ, Savremenik, Srpska reč (Prag – dopisnik iz Srbije), Tok... Bio je član Udruženja književnika Srbije.
Saradnik je Komisije za tajne grobnice Ministarstva pravde Republike Srbije.

## Dela

### Romani
- Preko neba, Nota Knjaževac, 1993.[4]
- Samotinja, Nolit Beograd, 2001.
- Samotinja, drugo izdanje Književno društvo "Sveti Sava" Beograd, 2017.[5]
- Knjiga o nama, Koraci Kragujevac, 2007.[6]
- Knjiga, Narodna biblioteka "Njegoš", Knjaževac, 2014. (drugo izdanje "Knjige o nama")[7]

### Pripovetke
- Na drugoj obali, Krajinski književni krug Zaječar, 2006.[8]

### Hronike i istorijska dela
- Manjinac u vremenu i prostoru, Kulturno prosvetna zajednica Srbije Beograd, 2002.[9]
- Manjinac u vremenu i prostoru, drugo prošireno i dopunjeno izdanje, Narodna biblioteka "Njegoš" Knjaževac, 2014.
- Od zone do zone - almanah FK BOR, 1919-2006, Narodna biblioteka Bor, 2007.
- Pomenik žrtava Drugog svetskog rata područja opštine Knjaževac, Istorijski arhiv "Timočka krajina" Zaječar, 2017.[10]
- Mozaik - Izbor istorijskih tekstova objavljenih u periodici, Alma, Beograd, 2021.

### Poezija
- Zašto reka ima dve obale, Apostrof Beograd, 1995.
- Belezi, Gradina Niš, 1998.
- Belezi, drugo izdanje, Tercija Bor, 2014.
- Koliko dugo živi drveće, Apostrof Beograd, 2001.

### Panorame i leksikoni
- Kuća u srpskoj poeziji, panorama srpske poezije, Književno društvo Sveti Sava Beograd, 2009.
- 1000 movie stars, leksikon 1000 filmskih glumaca, Leskovački kulturni centar, Leskovac, 2012.[11]
- 1000 movie stars - second draft, leksikon 1000 filmskih glumaca, Leskovački kulturni centar, Leskovac, 2013.[12]
- Sa Timoka, sa zlatnog potoka, panorama timočkih pripovedača, Tercija Bor, 2019.
- Sve bilo je muzika, istorija i diskografija jugoslovenske zabavne muzike, Tercija Bor, 2021.

### Priređivač
- Između tebe i mene, zbornik poezije, Književna omladina Bora, 1980.
- Neostvarene želje, posthumna zbirka pripovedaka Svetislava Božinovića, Zavičajno društvo Timočana-Torlaka Minićevo, 2000.
- Knjaževačkom čaršijom, posthumna knjiga zapisa Miodraga Milojkovića, Dom kulture Knjaževac, 2005.

### Satira
- Ni po babu ni po stričevima, Inorog Bor, 2002.
- Tamo je daleko, Dom kulture Knjaževac, 2005.[13]
- Istinite legende, elektronsko izdanje, Etna Beograd, 2010.
- Mene sačekuje namiguša, njima namiguje sačekuša, Jež, Beograd, 2015.

## Nagrade
- Nagrada Narodne biblioteke Bor "Knjiga godine" za knjigu poezije Belezi, 1998. (nagrada regionalnog ranga.[14]
- Nagrada Narodne biblioteke Bor "Knjiga godine" za roman Samotinja, 2001.
- Nagrada Narodne biblioteke Bor "Knjiga godine" za knjigu pripovedaka Na drugoj obali, 2006.
- Nagrada Narodne biblioteke Bor "Knjiga godine za roman Knjiga o nama, 2007.
- Zlatna kaciga - Međunarodni festival Kruševac - Zlatna kaciga za pisanu formu, 2005.
- Zlatna kaciga - Međunarodni festival Kruševac - Nagrada za satiričnu poeziju, 2001.
- Zlatna kaciga - Međunarodni festival Kruševac - Nagrada za satiričnu poeziju, 2004.
- Zlatna kaciga - Međunarodni festival Kruševac - Nagrada za satiričnu poeziju, 2006.
- Nagrada lista Timok Zaječar - Satirično pero, 2002.
- Nagrada "Draganovo pero", Festival dijalekatske poezije 2023.[15]

Za roman Knjiga o nama i pripovetke Na drugoj obali bio je u izboru za nagradu Meša Selimović.

## Izbor iz kritičkih viđenja
- Albahari David: Oblak preko neba, čovek preko zemlje (O romanu Preko neba, Nota, 1993)
- Bogdanović dr Nedeljko: Radiša sa druge obale (O knjizi pripovedaka Na drugoj obali, Beležnica, 2002)
- Vučić Zoran: Roman o zemlji i patnji (O romanu Samotinja, Timok, 2002)
- Ignjatović Srba: Melanholične poruke (O zbirci pesama Belezi, Ilustrovana Politika, 1998)
- Ignjatović Srba: Dva jezička i i jedinstven motivski krug u pričama Radiše Dragićevića (Stremljenja, 2007)
- Ignjatović Srba: Kao jata skakavaca (O romanu Knjiga o nama, Večernje novosti, 2007)
- Jagličić Vladimir: Samorodan dar (O romanu Samotinja, Borba, 2002)
- Milošević Momčilo: Duhovito pevanje (O knjizi Koliko dugo živi drveće, Borba, 2002)
- Popović Radovan: Seobe, stare i nove (O romanu Preko neba, Politika, 1993)
- Rajković dr Ljubiša: Nad prozom Radiše Dragićevića (Timok, 2005)
- Radović Dragan: Blago skrajnuto u Krajini (O zbirci pripovedaka Na drugoj obali, Savremenik 2007)
- Selić Momčilo: Čuda i mimo mita, komentar (Srpska reč, Beograd)
- Stojadinović Dragoljub: Seoski vrtlozi (O romanu Samotinja, Večernje novosti, 2002)
- Trijić Vesna: Pod šajkačom (O romanu Samotinja, Blic, 2002)
- Bjedov Milica: Samotinja (Časopis Kuš!, 2020)

## Izbor iz objavljenih tekstova Radiše Dragićevića u periodici
- Srbine, pevaj! Pesma nas je očuvala. Ali koja? (Baštinik, Negotin, 2009)
- Porodica Marković – poreklo i genealogija (Baštinik, Negotin, 2009)
- Franja Šistek, Čeh u srpskoj zemlji (Srpska reč, br.28, Prag, 2010)
- Franjo Vavriček, pionir apotekarstva (Srpska reč, br. 30, Prag, 2010)
- Vela Nigrinova (Srpska reč, br. 31-32, Prag, 2010)
- Bajlonijevi – srpski san (Srpska reč, br. 33, Prag, 2010)
- Buna u “srpskom Sibiru” uzdrmala Miloša Velikog (Istorija, br 17, Beograd, 2011)
- Rada, prva srpska pesnikinja posle Jefimije (Istorija, br. 17, Beograd, 2011)
- Vatreno krštenje narednika Mišića (Istorija, br. 19, Beograd, 2011)
- Greta Minh, majka rtanjskih rudara (Istorija, br. 23, Beograd, 2012)
- Miloš Milutinović, Plava Čigra (Istorija, br. 25, Beograd, 2012)
- Car iz kraljevog sela (Istorija, br. 36, Beograd, 2013)
- Gorski car Draža Gligorijević streljan kao komunista (Istorija, br. 45, Beograd, 2013)
- Prva ekološka buna (Istorija, br. 47, Beograd, 2013)
- Protiv pakta pre Simovića i generala, u gerilu pre Draže i Broza (Istorija, br. 48, Beograd, 2014)
- Knjaz Nikola trebao da sedne na srpski presto (Istorija, br. 59, Beograd, 2014)
- Sima Žikić, raspet između krsta, pera i kista (Istorija, br. 61, Beograd, 2015)
- Podvižnici za opšte ili lično dobro (Beležnica, br. 30, Bor, 2015)
- Dileme u teme (Bdenje, br. 51, Svrljig, 2015)
- Čovek se uči dok je živ, Beležnica, br. 44, 2023[18]
- Vojvoda kome su hteli da preotmu slavu, Danas 2023[19]
- Angažovani tekstovi, list Danas (2018-2022)[20]